# Проводник (физика)
Проводни́к — вещество, среда, материал, хорошо проводящие электрический ток вследствие наличия свободных носителей заряда.
Проводниками называют также части электрических цепей — соединительные провода, металлические шины и др.
Проводники делятся на:
- проводники первого рода — проводники с электронной проводимостью.
- проводники второго рода — проводники с ионной проводимостью (электролиты).

Среди наиболее распространённых твёрдых проводников известны металлы, полуметаллы, углерод (в виде угля и графита). Пример проводящих жидкостей при нормальных условиях — ртуть, электролиты, при высоких температурах — расплавы металлов. Пример проводящих газов — ионизированный газ (плазма). Некоторые вещества, при нормальных условиях являющиеся изоляторами, при внешних воздействиях могут переходить в проводящее состояние, а именно проводимость полупроводников может сильно варьироваться при изменении температуры, освещённости, легировании и т. п.
Сила тока I в металлических проводниках с очень хорошей точностью прямо пропорциональна приложенному напряжению U (выполняется Закон Ома). Основной электрической характеристикой такого проводника является его сопротивление, определяемое как
{\displaystyle R={\frac {U}{I}}.}
Если ток протекает вдоль достаточно длинного однородного проводника длиной L и площадью поперечного сечения S, его сопротивление R  связано с удельной электропроводностью {\displaystyle \sigma } вещества, из которого сделан проводник, соотношением:
{\displaystyle R={\frac {1}{\sigma }}{\frac {L}{S}}.}
Микроскопическое описание проводников связано с электронной теорией металлов. Наиболее простая модель описания проводимости известна с начала XX в. и была развита Друде.
В проводнике имеется большое число свободных носителей заряда, то есть заряженных частиц, которые могут свободно перемещаться внутри объёма проводника и под действием приложенного к проводнику электрического напряжения создают ток проводимости. Благодаря большому числу свободных носителей заряда и их высокой подвижности характерные значения удельной электропроводности проводников на несколько порядков больше, чем характерные значения для диэлектриков или полупроводников.
С точки зрения электродинамики проводник — среда с большим на рассматриваемой частоте значением тангенса угла диэлектрических потерь (tgδ >> 1), в такой среде сила тока проводимости много больше силы тока смещения. При этом под идеальным проводником (сверхпроводником) понимают среду с бесконечно большим значением tgδ, прочие проводники называют реальными или проводниками с потерями.